# Iskanderija... lih
Iskanderija... lih? é um filme de drama egípcio de 1979 dirigido e escrito por Youssef Chahine. Foi selecionado como representante do Egito à edição do Oscar 1980, organizada pela Academia de Artes e Ciências Cinematográficas. Possui a primeira referência explícita a homossexualidade em um filme Árabe, onde um ativista nacionalista egípcio se apaixona pelo soldado inglês que ele deve fazer de refém.

## Elenco
- Ahmed Zaki - Ibrahim
- Naglaa Fathy - Sarah
- Farid Shawqi
- Mahmoud El-Meliguy - Qadry
- Ezzat El Alaili - Morsi
- Youssef Wahby
- Yehia Chahine
- Leila Fawzi
- Mohsena Tewfik - Mohsen
- Akela Kateb
- Zeinab Sedky
- Seif El Dine
- Ahmad Abdel Waress
- Abdel Aziz Makhyoun